# Varuna yui
Varuna yui is een krabbensoort uit de familie van de Varunidae. De wetenschappelijke naam van de soort is voor het eerst geldig gepubliceerd in 1986 door Hwang & Takeda.